# Jan Donker
Jan Donker (Gouda, ? — ?) was een Nederlandse schilder, actief in de eerste helft van de 17e eeuw.
Volgens Houbraken werd hij geboren in Gouda. Donker was een portretschilder en maakte, volgens dezelfde bron, een groepsportret van de regenten van het tuchthuis.
Zijn achternaam wordt ook als Donkers geschreven. Hij had een nauwe band met zijn neef Pieter Donker (ca. 1635-1668).
- Biografisch Portaal: 44347665
- Digitale Bibliotheek voor de Nederlandse Letteren: donk026
- RKD-Nederlands Instituut voor Kunstgeschiedenis: 497902
- Union List of Artist Names: 500048887
- Virtual International Authority File: 96006571